# ミダレテミナ
「ミダレテミナ」は、韓国の男性アイドルグループ・2PMの8枚目のシングル。2014年9月17日にアリオラジャパンから発売された。

## 収録曲

### 初回生産限定盤A
CD
1. ミダレテミナ
作詞：Jun. K・Shoko Fujibayashi、作曲：Jun. K・Danny Majic・Glen Choi (djnure)・Fingazz・Dustin Tavella
2. Fight
作詞：Taecyon aka TY・Raphael・Joohyo・Risa Horie・Garfunkel、作曲：Taecyon aka TY・Raphael・Joohyo
3. ミダレテミナ (Instrumental)
4. Fight (Instrumental)

DVD　収録内容
1. ミダレテミナ MUSIC VIDEO (Original ver.)
2. ミダレテミナ MUSIC VIDEO (Party ver.)

- 「トレーディングカード」1枚ランダム封入（全7種）

### 初回生産限定盤B
1. ミダレテミナ
2. Fight
3. ミダレテミナ (Instrumental)
4. Fight (Instrumental)

DVD　収録内容
1. ミダレテミナ (Making Movie)

- トレーディングカード 1枚封入 (全7種よりランダム封入)

### 完全生産限定盤
1. ミダレテミナ
2. Fight
3. ミダレテミナ (BOYTOY crazy mix)
4. ミダレテミナ (BOYTOY vibe mix)
5. ミダレテミナ (djnure VS. Fingazz mix)

- LPサイズメンバーソロフォト6P封入

### 通常盤
1. ミダレテミナ
2. Fight
3. ミダレテミナ (Instrumental)
4. Fight (Instrumental)